# SKE48の世界征服女子
『SKE48の世界征服女子』（エスケーイーフォーティーエイトのせかいせいふくじょし、略称：S女）は、2011年10月3日より2012年9月26日まで中京テレビ（CTV）で放送されていたバラエティ番組。
また、続編にあたる『SKE48の世界征服女子 season2』（エスケーイーフォーティーエイトのせかいせいふくじょし シーズンツー）についても、本項目で併せて記述する。

## 概要
SKE48が各国の代表とゲームで対戦し世界征服を目指す番組。「S・K・Eの出来事」では日替わりでメンバーがキャスターに扮しSKE関連のニュースを伝える。毎回スタジオセットにて1曲のパフォーマンスが披露され、SKE48の新曲発表時にはフル・バージョンでOAされる。
中京地区のローカル番組ではあるが、本放送された翌週にはDMM.comにて無料配信され、「SKE48 LIVE!! ON DEMAND」の月額会員になれば過去2週間分の放送も視聴可能となる為に実質的に日本全国で視聴できた。
第12回放送分からは当初の放送内容から「特別企画」を2〜3週に渡って放送するスタイルに変わっている。
2012年10月1日から12月24日までTOKYO MXでも放送された。中京ローカルのSKE48のレギュラー冠番組が関東圏でネットされるのは初となる。TOKYO MX版では卒業したメンバーに関してはモザイク処理は施されず、代わりに中京地区で放送された日がテロップで表示される。
2013年4月2日から2014年3月25日まで、続編である『SKE48の世界征服女子 season2』が放送された。season2では、名古屋の有名企業の社長や有名店の経営者を「オヤジィ」と称してスタジオに招き、SKE48のメンバーがオヤジィから生き様や経営哲学等の話を聞きながら「名言」を引き出す「SKE48と説教オヤジィ」がメイン企画として放送されていたが、第13回放送分からは「メンバー参加型企画」や「ロケ企画」を放送するスタイルに変わっている。DMMがスポンサーから降りたために「SKE48 LIVE!! ON DEMAND」において、有料無料問わず映像配信は行われていない。

## 出演者
※所属は放送時点のもの。

### season1
- SKE48

司会進行
- 鉄平
- 本田恵美（中京テレビアナウンサー）（1 - 4、10 - 29、32、33、35、36）[注 2]
- 本多小百合（中京テレビアナウンサー）（5 - 9）[注 3]
- 柏田ユウリ（中京テレビアナウンサー）（30、31）
- 町亞聖（元日本テレビアナウンサー）（34）[注 4]
- 加藤るみ（SKE48）（37 - 49）[注 4]

その他
- 細山田太D（番組スタッフの小山晃範が演じる架空のディレクター）
- 余井田世伊之助[注 5]（13 - 47）
- 尾原秀三（中京テレビアナウンサー）（19 - 21）[注 6]
- 水谷陽介（中京テレビアナウンサー）（40、41、44、45）[注 7]

### season2
- SKE48

司会進行
- 鉄平（1 - 23、27 - 50）[注 8]
- 濱田隼平（中京テレビアナウンサー）（24、25、27）[注 9]
- 松原朋美（中京テレビアナウンサー）（25、36）[注 10]
- 古川愛李（SKE48）（28）[注 11]
- 柏田ユウリ（中京テレビアナウンサー）（29、31、44）[注 12]
- 白井奈津（32、33）[注 13]
- 児嶋一哉（アンジャッシュ）（34）[注 14]
- 前田麻衣子（中京テレビアナウンサー）（34、46）[注 15]
- 鈴木理香子（中京テレビアナウンサー）（42）[注 16]

その他
- 吉田太一（中京テレビアナウンサー）（15 - 23、26）[注 17]
- 細山田太D（29、31、38、43、44）

## 放送日程

### season1 第1回 - 第11回 世界征服編
| 回 | 放送日 （初回） | 内容                | 選抜メンバー（太字：キャプテン）                                 | スタジオ ライブ                  | S・K・E の 出来事 キャスター | 勝敗 | 総括               |
| -- | --------------- | ------------------- | ---------------------------------------------------------------- | -------------------------------- | ---------------------------- | ---- | ------------------ |
| 1  | 2011年 10月3日  | 初回特別編          | SKE48、ほぼ全員に聞きました                                      | 1!2!3!4! ヨロシク!               | 中西優香                     | -    | -                  |
| 2  | 10月10日        | vs インド共和国     | 木下有希子、松井珠理奈、金子栞、木本花音、斉藤真木子             | バンザイVenus                    | 矢方美紀                     | 勝ち | シャルマの悲劇     |
| 3  | 10月17日        | vs トルコ共和国     | 小野晴香、加藤るみ、平松可奈子、梅本まどか、柴田阿弥             | ごめんね、SUMMER                 | 間野春香                     | 勝ち | ロンドン事件       |
| 4  | 10月24日        | vs ルーマニア       | 桑原みずき、須田亜香里、矢神久美、秦佐和子、原望奈美             | オキドキ                         | 大矢真那                     | 勝ち | しゃわこのペーツィ |
| 5  | 10月31日        | vs モロッコ王国     | 高田志織、阿比留李帆、佐藤聖羅、高柳明音、山田恵里伽             | オキドキ                         | 出口陽                       | 勝ち | 聖羅襲来!          |
| 6  | 11月7日         | vs ガーナ           | 石田安奈、後藤理沙子、古川愛李、松本梨奈、向田茉夏               | オキドキ                         | 木﨑ゆりあ                   | 負け | 忘れられない敗北   |
| 7  | 11月14日        | vs スペイン（前編） | 木﨑ゆりあ、小木曽汐莉、矢方美紀、今出舞、内山命                 | パレオはエメラルド （アニメVer） | 松村香織                     | -    | -                  |
| 8  | 11月21日        | vs スペイン（後編） | 木﨑ゆりあ、小木曽汐莉、矢方美紀、今出舞、内山命                 | オキドキ                         | 若林倫香                     | 負け | -                  |
| 8  | 11月21日        | vs ロシア（前編）   | 高田志織、出口陽、中西優香、佐藤実絵子、秦佐和子                 | オキドキ                         | 若林倫香                     | -    | -                  |
| 9  | 11月28日        | vs ロシア（後編）   | 高田志織、出口陽、中西優香、佐藤実絵子、秦佐和子                 | -                                | 加藤るみ                     | 負け | 泣くな!母さん      |
| 10 | 12月5日         | vs アメリカ（前編） | 赤枝里々奈、小木曽汐莉、佐藤聖羅、高柳明音、水埜帆乃香           | 16色の夢クレヨン                 | 古川愛李                     | -    | -                  |
| 11 | 12月12日        | vs アメリカ（後編） | 赤枝里々奈、小木曽汐莉、佐藤聖羅、高柳明音、水埜帆乃香、向田茉夏 | SKE48 （イベントver）            | 加藤智子                     | 負け | センキューマイコー |

#### その他の企画
- 「パレオはエメラルド」フル・アニメバージョン[注 21]（7）
- SKE48セットリストベスト50 2011 今年のトップ3は!（9）
- 独占!5期生 ロングインタビュー（11）

### season1 第12回 - 第49回
| 回 | 放送日 （初回） | 企画内容                                                      | スタジオ ライブ | その他企画・備考 |
| -- | --------------- | ------------------------------------------------------------- | --- | --- |
| 12 | 12月19日        | 今さら聞けないSKE48の基礎知識                                 | 片想いFinally （PV＋イベントver）                                                                                              | 速報!握手会でサプライズ発表 |
| 13 | 12月26日        | 緊急特別企画 ついに松井玲奈がS女にやってくるSP                | - | S・K・E の出来事 松井玲奈 |
| 14 | 2012年 1月9日   | 松井玲奈 vs SKE選抜21名                                       | - | 結果 引き分け／総括 ステキな絆 |
| 15 | 1月16日         | SKE48ものまね女王決定バトル 〜あけっぴろ芸No.1選手権          | 今 君といられること | - |
| 16 | 1月23日         | 続・SKE48ものまね女王決定バトル 〜あけっぴろ芸No.1選手権      | 片想いFinally | - |
| 17 | 1月30日         | 梨奈松本のしまらない話                                        | 片想いFinally | 片想いFinally キャンペーン 1日密着 |
| 18 | 2月13日         | S女なまスペ!バレンタインデーだから拡大版SP                    | 片想いFinally | S・K・E の出来事 梅本まどか／結果 勝ち |
| 19 | 2月20日         | '12 サカエ最強タッグ決定戦1                                   | 片想いFinally | スナックしおり 第1夜「プラスティックな夜」 |
| 20 | 2月27日         | '12 サカエ最強タッグ決定戦2                                   | - | - |
| 21 | 3月5日          | '12 サカエ最強タッグ決定戦3                                   | - | スナックしおり 第2夜「スマッシュな夜」 |
| 22 | 3月12日         | 梨奈松本のしまらない話2                                       | クロス | - |
| 23 | 3月19日         | なるほど!ザ・世界征服女子 春の祭典スペシャル1                 | - | スナックしおり 第3夜「さようなりゃーな夜」 |
| 24 | 3月26日         | なるほど!ザ・世界征服女子 春の祭典スペシャル2                 | - | 卒業メンバーからのラストメッセージ! |
| 25 | 4月2日          | なるほど!ザ・世界征服女子 春の祭典スペシャル3                 | フィンランド・ミラクル | 次回から勝者チームは、3か月番組えこひいきの特典 |
| 26 | 4月11日         | ザ・企画判定人 取締役 向田茉夏                                | 嘘つきなダチョウ | - |
| 27 | 4月18日         | ガイシホールの屋根見てたら ジンギスカンが食べたくなってきたSP | - | - |
| 28 | 4月25日         | どっちの料理の鉄人ですよ!1 SKE料理女王決定戦!                 | Nice to meet you! | スナックしおり 第4夜「フレッシュな夜」 |
| 29 | 5月2日          | どっちの料理の鉄人ですよ!2 SKE料理女王決定戦!                 | 眼差しサヨナラ | - |
| 30 | 5月9日          | 歌の世界征服1                                                 | アイシテラブル! | 聖羅いぬの犬種当て |
| 31 | 5月16日         | 歌の世界征服2                                                 | アイシテラブル! | 聖羅いぬの犬種当て / いまでまいのSKE回文 / チームE 新公演「逆上がり」初日 / スナックしおり 第5夜「キリンな夜」                                                                  |
| 32 | 5月23日         | SKE48の世界征服女子 アナウンサー 最終オーデション             | アイシテラブル! | いまでまいのSKE回文 |
| 33 | 5月30日         | S女総選挙2012                                                 | なんて銀河は明るいのだろう （PV＋イベントver）                                                                                 | いまでまいのSKE回文 / スナックしおり 第6夜「エンジェルな夜」 / 山田澪花のキミは英語でコミュニケーション取れるか?                                                                |
| 34 | 6月6日          | S女&AKB W総選挙速報スペシャル                                 | - | - |
| 35 | 6月13日         | 仁義なき戦い KII vs E 負け犬の逆襲1                           | - | 今週のカバーガール／石田安奈（トラ） 聖羅いぬの犬種当て |
| 36 | 6月20日         | 仁義なき戦い KII vs E 負け犬の逆襲2                           | - | 今週のカバーガール／竹内舞（お遍路さん） 結果 チームEの勝ち／えこひいき終了 スナックしおり 第7夜「アナアナな夜」                                                                |
| 37 | 6月27日         | 仁義なき戦い 博多っ子純情篇 前編                              | - | 今週のカバーガール／新土居沙也加（ペンギン） 聖羅いぬの犬種当て |
| 38 | 7月4日          | 仁義なき戦い 博多っ子純情篇 後編                              | - | 今週のカバーガール／水埜帆乃香（くノ一） 結果 SKE48の負け / 山田澪花のキミは英語でコミュニケーション取れるか?                                                                   |
| 39 | 7月11日         | HKT48の世界メンタイ女子                                       | - | 今週のカバーガール／HKT48 宮脇咲良（虚無僧） 結果 SKE48の勝ち／総括 にしし ジョイファイヤー 選抜じゃんけん大会SKE予備戦                                                         |
| 40 | 7月18日         | S女大相模 名古屋場所                                          | - | 今週のカバーガール／藤本美月（応援団） 初日 プリティ指ずもうゲーム! / 二日目 せきとりゲーム!ごっつぁんです。                                                                    |
| 41 | 7月25日         | S女大相撲 名古屋場所 十三日目                                 | - | 今週のカバーガール／小木曽汐莉（探検家） 十三日目 ん?大相模ゲーム! / 十四日目 高見山大五郎ゲーム / 千秋楽 プリプリ尻ずもう／総括 ダイブ!! 若林倫香 卒業SP「ともにゃんの夏休み」 |
| 42 | 8月8日          | 第1回 S女甲子園                                               | - | 今週のカバーガール／犬塚あさな（忍者） 1回 即答! 甲子園! / 4回 ヘッドスライディング甲子園! スナックしおり 第8夜「ホラーな夜」                                                   |
| 43 | 8月15日         | 第1回 S女甲子園 決勝                                          | キスだって左利き （イベントver）                                                                                               | 今週のカバーガール／小林亜実（潜水士） 握手会でサプライズ! ニューシングルを初披露! 7回 暗算甲子園 / 9回 殺到!甲子園!!／総括 甲子園には魔物がすんでいる（ミコベン）              |
| 44 | 8月22日         | S女ンピック開幕!                                              | - | 今週のカバーガール／小林絵未梨（コック） 第一種目 この競技ナニナニ〜! / 第二種目 ロンドンにほえろ! スナックしおり 第9夜「チェリーな夜」                                         |
| 45 | 8月29日         | S女ンピック! 後編                                             | - | 今週のカバーガール／中西優香（鳶職） 第二種目 ロンドンにほえろ! / 第三種目 くれーっ!射的 / 最終種目 ロンドンマラソン                                                            |
| 46 | 9月5日          | なるほど!ザ・世界征服女子 秋の祭典スペシャル 前編             | - | 今週のカバーガール／松村香織（グレ子） |
| 47 | 9月12日         | なるほど!ザ・世界征服女子 秋の祭典スペシャル 後編             | - | 今週のカバーガール／平松可奈子（聖歌隊） 優勝チーム特典：S女が3ヶ月間えこひいき                                                                                                 |
| 48 | 9月19日         | キスだって左利き（PV）                                        | 今週のカバーガール／柴田阿弥（ナース） 新キャッチフレーズなになに〜 / 生電話プレゼントコーナー! / 特別企画 平田璃香子 羽豆岬へ | |
| 49 | 9月26日         | S女あの企画どうなった!? ベストテン                            | - | 今週のカバーガール／山下ゆかり（板前） |

### season2
| 回 | 放送日 （初回） | 企画内容                                                                       | スタジオライブ                               | その他企画・備考                                                                             |
| -- | --------------- | ------------------------------------------------------------------------------ | -------------------------------------------- | -------------------------------------------------------------------------------------------- |
| 1  | 2013年 4月2日   | SKE48半年間5大ニュース!                                                        | チョコの奴隷 （S女オリジナル アップ多めver） | 本日のアシスタント／矢神久美                                                                 |
| 2  | 4月9日          | SKE48と説教オヤジィ1                                                           | チョコの奴隷                                 | オヤジィ／世界の山ちゃん 山本重雄会長                                                        |
| 3  | 4月16日         | SKE48と説教オヤジィ2                                                           | -                                            | オヤジィ／台湾ラーメン「味仙」創業者 郭明優 SKE48春コン2013をお届け!                         |
| 4  | 4月23日         | SKE48と説教オヤジィ3                                                           | チョコの奴隷 （S女オリジナル アップ多めver） | オヤジィ／矢場とん 鈴木孝幸社長                                                              |
| 5  | 4月30日         | SKE48と説教オヤジィ4                                                           | -                                            | オヤジィ／李さんの台湾名物屋台 李承芳 SKE 日本武道館コンサート                               |
| 6  | 5月7日          | SKE48と言いたいオヤジィ                                                        | キスだって左利き （S女オリジナルver）        | -                                                                                            |
| 7  | 5月14日         | SKE48と応援オヤジィ1 SKE48と説教オヤジィ5                                      | -                                            | 応援オヤジィ／炭火やきとり きも善 田中兼二 説教オヤジィ／シヤチハタ 舟橋正剛社長             |
| 8  | 5月21日         | SKE48と説教オヤジィ6 SKE48と応援オヤジィ2                                      | -                                            | 説教オヤジィ／博多もつ鍋屋オーナー 山中誠 (実業家) 応援オヤジィ／Dream Cubeオーナー 兼子慎司 |
| 9  | 5月28日         | SKE48と説教オヤジィ7 SKE48と応援オヤジィ3                                      | -                                            | 説教オヤジィ／シェ・シバタオーナーシェフ 柴田武 応援オヤジィ／我武者羅應援團                 |
| 10 | 6月4日          | SKE48と応援オヤジィSP!                                                         | -                                            | -                                                                                            |
| 11 | 6月11日         | 第5回 選抜総選挙SP 〜SKE48 躍進の時へ〜                                        | -                                            | -                                                                                            |
| 12 | 6月18日         | SKE48の「コレ…できる?」                                                        | ハレーション                                 | オヤジィ／八事商店街で働く大人チーム                                                         |
| 13 | 6月25日         | S女 QUEST1 〜最強のにらめっこモンスターをさがせ!〜                             | ハレーション（S女ver.）                      | ロケ地／大須商店街                                                                           |
| 14 | 7月2日          | S女 QUEST2 〜最強のにらめっこモンスターをさがせ!〜                             | ハレーション（S女ver.）                      | ロケ地／大須商店街                                                                           |
| 15 | 7月9日          | SHIKIRI-OH GRAND PRIX1 〜クイズ番組を仕切れ!〜                                 | -                                            | 仕切り役／金子栞・古畑奈和 SKE48 近況ナウ                                                    |
| 16 | 7月16日         | SHIKIRI-OH GRAND PRIX2 〜動物ふれあい番組を仕切れ!〜                           | -                                            | 仕切り役／松本梨奈、ロケ地／愛知牧場 SKE48 近況ナウ                                          |
| 17 | 7月23日         | SHIKIRI-OH GRAND PRIX3 〜人情ぶらりロケを仕切れ!〜                             | -                                            | 仕切り役／山下ゆかり ロケ地／名古屋市瑞穂区雁道                                              |
| 18 | 7月30日         | SHIKIRI-OH GRAND PRIX4 〜人情ぶらりロケを仕切ろう!in円頓寺〜                   | -                                            | 仕切り役／新土居沙也加 ロケ地／円頓寺商店街・円頓寺本町商店街                                |
| 19 | 8月6日          | SHIKIRI-OH GRAND PRIX5 〜街角ふれあい番組を仕切ろう!〜                         | -                                            | 仕切り役／後藤理沙子 ロケ地／名古屋市昭和区・瑞穂区桜山 SKE48 近況ナウ                       |
| 20 | 8月13日         | SHIKIRI-OH GRAND PRIX6 〜絶対に仕切りたいトーク番組 “例の部屋がある”（前編）〜 | -                                            | 仕切り役／水埜帆乃香・佐藤聖羅 ゲスト／ダンディ坂野                                          |
| 21 | 8月20日         | SHIKIRI-OH GRAND PRIX7 〜絶対に仕切りたいトーク番組 “例の部屋がある”（後編）〜 | -                                            | 仕切り役／出口陽・後藤理沙子 ゲスト／ダンディ坂野 SKE48 近況ナウ                             |
| 22 | 8月27日         | SHIKIRI-OH GRAND PRIX8 〜絶対に仕切りたい料理番組がある!〜                     | -                                            | 仕切り役／二村春香 先生／辻調理師専門学校・小阪英幸 SKE48 近況ナウ「松村香織のソロ曲!!」     |
| 23 | 9月3日          | SHIKIRI-OH GRAND PRIX9 〜絶対に仕切りたい討論番組がある!〜                     | -                                            | 仕切り役／加藤るみ                                                                           |
| 24 | 9月10日         | SHIKIRI-OH GRAND PRIX10 〜絶対に仕切りたいクイズ番組がある! リターンズ〜       | 美しい稲妻                                   | 仕切り役／市野成美・江籠裕奈                                                                 |
| 25 | 9月17日         | ザ・かわいいベストテン 〜加藤るみの「かわいい魚」〜                            | 美しい稲妻                                   | MC／加藤るみ                                                                                 |
| 26 | 9月24日         | SHIKIRI-OH GRAND PRIX11 〜絶対に仕切りたい悩み相談番組がある!〜                | -                                            | 仕切り役／菅なな子 SKE48 近況ナウ                                                            |
| 27 | 10月1日         | 萌えゼリフしりとり選手権                                                       | 青空片想い （S女オリジナルVer.）             | 仕切り役／後藤理沙子                                                                         |
| 28 | 10月8日         | かわいいマンガ道場                                                             | 青空片想い                                   | はるたむとあやちゃんのおまけコーナー                                                         |
| 29 | 10月15日        | S女リクエストアワー                                                            | -                                            | SKE48リクエストアワー セットリストベスト50 2013                                              |
| 30 | 10月22日        | SKE党決起集会。「箱で推せ!」直前 ファンへのおもてなしを探す旅                  | -                                            | ナビゲーター／磯原杏華・小林亜実・竹内舞                                                     |
| 31 | 10月29日        | S女リクエストアワー 馬肥ゆる秋の総復習                                         | -                                            | SKE党決起集会。「箱で推せ!」                                                                 |
| 32 | 11月5日         | SKE48 世界征服陸上 in HANDA                                                    | -                                            | ロケ地／半田運動公園陸上競技場                                                               |
| 33 | 11月12日        | SKE48 世界征服陸上 in HANDA 〜後半戦〜                                         | -                                            | AKB48グループ ドラフト会議 ロケ地／半田運動公園陸上競技場                                    |
| 34 | 11月19日        | えごちゃん大爆笑’13                                                            | 賛成カワイイ!（PV）                          | -                                                                                            |
| 35 | 11月26日        | 初めてのホームセンター ハイエース                                              | 賛成カワイイ!（PV）                          | おつかい隊／竹内舞・山下ゆかり・東李苑・宮前杏実                                             |
| 36 | 12月3日         | はじめてのミルフィーユ                                                         | -                                            | 解説／洋菓子店レニエシェフパティシエ 長谷川享平 研究生プロジェクトが遂に始動!?               |
| 37 | 12月10日        | 松村ディレクターものがたり                                                     | -                                            | SKE党決起集会。「箱で推せ!」@横浜アリーナ                                                    |
| 38 | 12月17日        | メリー!よいお年を!あけおめ!ぜーんぶまとめSP                                    | -                                            | オープニングトーク／八木結紀（SKE48マネージャー）                                            |
| 39 | 12月24日        | メリー!よいお年を!あけおめ!ぜーんぶまとめSP 〜後半〜                           | あなたとクリスマスイブ                       | ロケ地／八事山 興正寺                                                                        |
| 40 | 2014年 1月7日   | S女DVD第2弾発売記念!ストレートに宣伝しよう大作戦!!                             | -                                            | DVD PR大使／磯原杏華・内山命・梅本まどか・木下有希子・柴田阿弥、宣伝スポット／               |
| 41 | 1月14日         | かわいいクマのオムライス                                                       | -                                            | ゲスト／シェフむらい 邨井清隆シェフ                                                          |
| 42 | 1月21日         | S女2 特別企画 「一流品の値打ち」                                               | 賛成カワイイ!（S女Ver.）                     | 一流アイドル代表／松井玲奈 総括／これが一流の値打ちです。                                    |
| 43 | 1月28日         | ナゴヤドームへの道 SKE48の夢〜大曽根〜                                         | 賛成カワイイ!（S女Ver.）                     | ナビゲーター／柴田阿弥・木本花音                                                             |
| 44 | 2月4日          | SKE48夢のナゴヤドーム単独ライブ緊急報告会                                      | -                                            | -                                                                                            |
| 45 | 2月11日         | 小学生に戻ろう!                                                                | -                                            | -                                                                                            |
| 46 | 2月25日         | ザ・岐阜ベストテン                                                             | -                                            | 仕切り役／岩永亞美・北野瑠華 AKB48大組閣祭り                                                 |
| 47 | 3月4日          | はじめてのえびしんじょ                                                         | -                                            | 解説／ふじ原 藤原光章                                                                        |
| 48 | 3月11日         | SKE48かつらオーディション                                                      | -                                            | 審査員／青木拓也・水谷清志                                                                   |
| 49 | 3月18日         | S女卒業スペシャル（茉夏&まつりな 卒業SP）                                      | 未来とは?（S女Ver.） 逆転王子様 仲間の歌     | -                                                                                            |
| 50 | 3月25日         | トータライザーほぼ全員に聞きました!                                            | 未来とは? （S女オリジナルVer.）              | -                                                                                            |

## 出演回数ベストテン
season1
- 1位：佐藤実絵子（31回）
- 2位：小木曽汐莉（27回）
- 3位：加藤るみ（26回）
- 4位：石田安奈、後藤理沙子、矢方美紀、金子栞（25回）
- 8位：阿比留李帆、佐藤聖羅（24回）
- 10位：向田茉夏（22回）

## アニメーション

### ぬっことはるか
番組内で流れるショートアニメーション。キャラクターデザインはOPアニメーション同様宮崎摩耶によるもので、しゃべるぬいぐるみのぬっこ役を池澤春菜、おやまはるか役を水樹奈々が担当。音響監督は鶴岡陽太、監督・演出は市川量也が務める。

### ゴクジョッ。〜極楽院女子高寮物語〜
OPアニメーション等のキャラクターデザインを手がける宮崎摩耶の同名漫画を原作としたアニメ。2012年1月16日より放送開始予定だったが、諸事情(一部のエピソードが「お下品」過ぎる内容の為)により放送できず1月23日に延期。その後も度重なる放送自主規制が行われている。なお、地上波放送中止回はDMMにて地上波自主規制版として特別配信を行った。2012年3月26日放送分で終了。

### ぬっこ。NUKKO
宮崎摩耶の原案による同名漫画のアニメ。2012年4月2日より放送開始。全24回放送。
ぬっこ公式サイト、動画配信サイト（有料）
- キャスト
  - ぬっこ：山本彩乃
  - 一条すみれ：水瀬いのり
  - いっこ：柏田ユウリ（中京テレビアナウンサー）
  - らっこ：藤田奈央
  - しっこ：平山笑美
  - だっこ：ささきのぞみ

- スタッフ
  - 企画：坂本昭・福井政文
  - 脚本：安達元一
  - 音響監督：納谷僚介
  - 監督：尾中たけし。

## スタッフ
season1
- ナレーター：柏田ユウリ（中京テレビ）
- ぐぐたす実況：松村香織（ぐぐたす選抜）&ぐぐたす民
- 最近気になるぐぐたす実況：須田アカデレラ亜香里
- 構成：松永英隆、宮崎祐人
- 技術：加藤信行
- TD：横澤義貴、和田拓也
- SW：広間神治、小寺栄二
- CAM：小野寺栄二、伊藤晃、小寺栄二、中村鑑三
- AUD：和田拓也、日比野正吾
- 早押し機：清水幸英
- MA：日比野正吾
- 照明：森田博考、濱田亜希奈、スター
- ロケ技術：西日本映像
- 美術：加藤一志、第一舞台
- 音効：藤野竜揮
- TK：波多野有紀
- 編集：亀田浩司、新開大正、池田高士
- メイク：木下美香
- 衣装：古賀千由希
- タイトル：谷口江美子
- テロップ：河本しのぶ、坪井秀成、松葉友香
- OPアニメのキャラクター及び番組マスコットキャラクターデザイン：宮崎摩耶
- 編成：武藤利宣
- 営業：太田真人
- 企画協力：AKS、湯浅洋、井戸直也
- 制作協力：CTV MID ENJIN、HOBO!S
- AD：四柳有美、服部丈
- BYK：家田泰歩
- ディレクター：松尾浩康、小山晃範、宗宮功卓、渡辺明宏、黒野友貴、加藤紗弓、平田明久、池内康浩
- チーフディレクター：山本晃生
- プロデューサー：武田龍司、船戸秀生
- プロデューサー・演出：井上勝也
- チーフプロデューサー：村井清隆、黒宮英作
- 製作著作：中京テレビ

season2
- ナレーター：柏田ユウリ（中京テレビ）
- 構成作家：松永英隆、宮崎祐人、河野有
- TD：和田拓也
- SW：廣間伸治
- CAM：小寺栄二
- AUD：日比野正吾
- VE：小泉岳史
- 照明：濱田亜希奈
- 美術：加藤一志、北川彰彦
- 音効：藤野竜揮
- TK：柿田由美子
- 編集：山本勝
- テロップ：坪井秀成
- スタイリスト：古賀千由希
- タイトルロゴ：谷口江美子
- 編成：武藤利宣
- デスク：丹羽由希子
- 企画協力：AKS
- 技術協力：CTV MID ENJIN
- 制作協力：HOBO!S
- ディレクター：小山晃範、小林大我、堀幸浩
- AP：栗田博歌
- 演出：宗宮功卓
- プロデューサー：市健治、船戸秀生
- 製作著作：中京テレビ

## オープニングテーマ曲
season1
- 「パレオはエメラルド」SKE48
- 「兆し」SKE48 team KII（26、28 - 31、33）

## 放送局
season1
| 放送地域   | 放送局            | 放送期間                     | 放送日時             | 系列           | 備考       |
| ---------- | ----------------- | ---------------------------- | -------------------- | -------------- | ---------- |
| 中京広域圏 | 中京テレビ（CTV） | 2011年10月3日 - 2012年4月2日 | 月曜日 24:29 - 24:59 | 日本テレビ系列 | 制作局     |
| 中京広域圏 | 中京テレビ（CTV） | 2012年4月11日 - 9月26日      | 水曜日 24:28 - 24:58 | 日本テレビ系列 | 制作局     |
| 東京都     | TOKYO MX（MX）    | 2012年10月1日 - 12月24日     | 月曜日 23:00 - 23:30 | 独立局         | 傑作選放送 |

season2
| 放送地域   | 放送局            | 放送期間                      | 放送日時             | 系列           | 備考   |
| ---------- | ----------------- | ----------------------------- | -------------------- | -------------- | ------ |
| 中京広域圏 | 中京テレビ（CTV） | 2013年4月2日 - 9月24日        | 火曜日 24:28 - 24:58 | 日本テレビ系列 | 制作局 |
| 中京広域圏 | 中京テレビ（CTV） | 2013年10月1日 - 2014年3月25日 | 火曜日 24:29 - 24:59 | 日本テレビ系列 | 制作局 |

## 放送休止の事例
- 2012年2月6日 - スーパーボウル中継
- 2012年8月1日 - ロンドンオリンピック中継
- 2014年2月18日 - ソチオリンピック中継

## DVD
VAPからDVDが発売されている。
- SKE48の世界征服女子 初回限定豪華版 DVD-BOX Season.1（2013年6月17日発売 VPBF-15804）
  - 仕様：VOL.1〜3の本編ディスク3枚＋特典ディスク1枚/4枚組
  - 封入特典：24Pカラーブックレット、20P番組アンケート集、番組オリジナルメンバートレカ6枚入

- SKE48の世界征服女子 VOL.1（2013年6月17日発売 VPBF-15622）
  - 第1回〜第4回放送分 収録

- SKE48の世界征服女子 VOL.2（2013年6月17日発売 VPBF-15623）
  - 第5回〜第9回放送分 収録
  - 封入特典：番組オリジナルメンバートレカ2枚入

- SKE48の世界征服女子 VOL.3（2013年6月17日発売 VPBF-15624）
  - 第10回〜第13回放送分 収録
  - 封入特典：番組オリジナルメンバートレカ2枚入

- SKE48の世界征服女子 初回限定豪華版 DVD-BOX Season.2（2014年1月10日発売 VPBF-15826）
  - 仕様：VOL.4〜6の本編ディスク3枚＋特典ディスク1枚/4枚組
  - 封入特典：36Pオリジナルカラーブックレット

- SKE48の世界征服女子 VOL.4（2014年1月10日発売 VPBF-15635）
  - 第14回〜第17回、第22回放送分 収録

- SKE48の世界征服女子 VOL.5（2014年1月10日発売 VPBF-15636）
  - 第18回〜第21回放送分 収録

- SKE48の世界征服女子 VOL.6（2014年1月10日発売 VPBF-15637）
  - 第22回〜第26回放送分 収録